# Kevin DeCoste
Kevin DeCoste (Boston, 2 dicembre 1995) è un attore statunitense.
Ha imparato a recitare da sua zia Diane che è un'attrice e produttrice a New York.
Ha preso come guest star in alcuni film, soprattutto commedie, ma anche recitato in film drammatici come Hachiko - Il tuo migliore amico.

## Filmografia
- L'amore secondo Dan (2007)
- 27 volte in bianco (2008) - non accreditato
- El Toro Metal (2008) - cortometraggio
- La ragazza del mio migliore amico (2008)
- Il superpoliziotto del supermercato (2009)
- Hachiko - Il tuo migliore amico (2009)
- The Box - C'è un regalo per te... (2009)
- The Company Men (2010) - non accreditato
- Fuori controllo (2010) - non accreditato
- The Fighter (2010) - non accreditato
- Colpi da maestro (2012)